# شورلت نیوا
شورلت نیوا (انگلیسی: Chevrolet Niva) یک خودرو اس‌یووی ساخت شورلت است که از سال ۱۹۹۸ تاکنون در حال تولید می‌باشد.